# 5068 Cragg
5068 Cragg este un asteroid din centura principală de asteroizi.

## Descriere
5068 Cragg este un asteroid din centura principală de asteroizi. A fost descoperit pe 9 octombrie 1990 la Siding Spring de Robert H. McNaught. Asteroidul prezintă o orbită caracterizată de o semiaxă mare de 3,03 ua, o excentricitate de 0,06 și o înclinație de 11,6° în raport cu ecliptica.